# Portugal op het Eurovisiesongfestival 2001
Portugal nam deel aan het Eurovisiesongfestival 2001 in Kopenhagen, Denemarken. Het was de 37ste deelname van het land op het Eurovisiesongfestival. De selectie verliep via het jaarlijkse Festival da Canção. De RTP was verantwoordelijk voor de Portugese bijdrage voor de editie van 2001.

## Selectieprocedure
Net zoals de voorbije jaren werd ook dit jaar de kandidaat gekozen via het jaarlijkse Festival da Canção.
De nationale finale werd gehouden in Lissabon op 7 maart 2001 en werd gepresenteerd door Sónia Araújo & Cristina Möhler. De uitzending zelf werd pas uitgezonden op 11 maart. In totaal deden er tien artiesten mee aan deze finale. De winnaar werd gekozen door 20 regionale jury's.
| Volgorde | Artiest                    | Lied                     | Punten | Plaats |
| -------- | -------------------------- | ------------------------ | ------ | ------ |
| 1        | Fernando de Almeida        | "Agora"                  | 226    | 4      |
| 2        | Sónia Mota                 | "No tom das cores"       | 257    | 3      |
| 3        | Euro                       | "Amor my love"           | 222    | 6      |
| 4        | Us 2                       | "Assim por ti"           | 160    | 9      |
| 5        | Elisabete Soares           | "Tu és o ser"            | 207    | 7      |
| 6        | Tribo Urbana               | "Poder voar"             | 225    | 5      |
| 7        | Patrícia Colaço & Duo Demo | "Choro no fado"          | 275    | 2      |
| 8        | Nuno Junqueira             | "Chamar por ti"          | 206    | 8      |
| 9        | Mónica Ferraz              | "Secreta passagem"       | 142    | 10     |
| 10       | MTM                        | "Só sei ser feliz assim" | 280    | 1      |

## In Kopenhagen
In Denemarken moest Portugal optreden als elfde na Kroatië en voor Ierland.
Na de puntentelling bleek dat Portugal als zeventiende was geëindigd met een totaal van 18 punten. 
Men ontving 1 keer het maximum van de punten.
Nederland had geen punten over voor deze inzending en België deed niet mee in 2001.

### Gekregen punten

#### Finale
| 12 punten   | 10 punten | 8 punten | 7 punten | 6 punten |
| ----------- | --------- | -------- | -------- | -------- |
| - Frankrijk |           |          |          | - Spanje |
| 5 punten    | 4 punten  | 3 punten | 2 punten | 1 punt   |
|             |           |          |          |          |

### Punten gegeven door Portugal

#### Finale
Punten gegeven in de finale:
| 12 punten | Frankrijk           |
| 10 punten | Duitsland           |
| 8 punten  | Denemarken          |
| 7 punten  | Spanje              |
| 6 punten  | Nederland           |
| 5 punten  | Zweden              |
| 4 punten  | Griekenland         |
| 3 punten  | Noorwegen           |
| 2 punten  | Verenigd Koninkrijk |
| 1 punt    | Ierland             |

1964 · 1965 · 1966 · 1967 · 1968 · 1969 · 1970 · 1971 · 1972 · 1973 · 1974 · 1975 · 1976 · 1977 · 1978 · 1979 · 1980 · 1981 · 1982 · 1983 · 1984 · 1985 · 1986 · 1987 · 1988 · 1989 · 1990 · 1991 · 1992 · 1993 · 1994 · 1995 · 1996 · 1997 · 1998 · 1999 · 2000 · 2001 · 2002 · 2003 · 2004 · 2005 · 2006 · 2007 · 2008 · 2009 · 2010 · 2011 · 2012 · 2013 · 2014 · 2015 · 2016 · 2017 · 2018 · 2019 · 2020 · 2021 · 2022 · 2023 · 2024 · 2025